# Mahafaly-plateau
Het Mahafaly-plateau is een plateau in het zuidwesten van Madagaskar, gelegen in de regio Atsimo-Andrefana. Nabij het plateau bevinden zich het Tsimanampetsotsameer en het Nationaal park Tsimanampesotse. 
Het plateau wordt vooral bewoond door de Mahafaly en is een van de droogste gebieden in Madagaskar. Het ligt daarom in het doornig struikgewas van Madagaskar. Droogte is een groot probleem voor de plaatselijke bevolking, zo is landbouw en veeteelt haast onmogelijk geworden. Het WWF heeft daarom een project gestart om watervoorzieningen aan te leggen.
Op het plateau groeien verschillende endemische planten, zoals baobabs. Hoewel ze voor de inheemse bevolking gelooft dat deze boom geneeskrachtig is, worden er bij extreme droogte gaten in de bomen gemaakt, om zo bij het opgeslagen water te komen, wat kan leiden tot het sterven van de baobab. 
Voorbeelden van endemische plantensoorten die hier groeien zijn Moringa drouhardii, Euphorbia biaculeata en Euphorbia capuronii. De hier levende mierensoort Tetramorium mahafaly is naar het plateau vernoemd. 

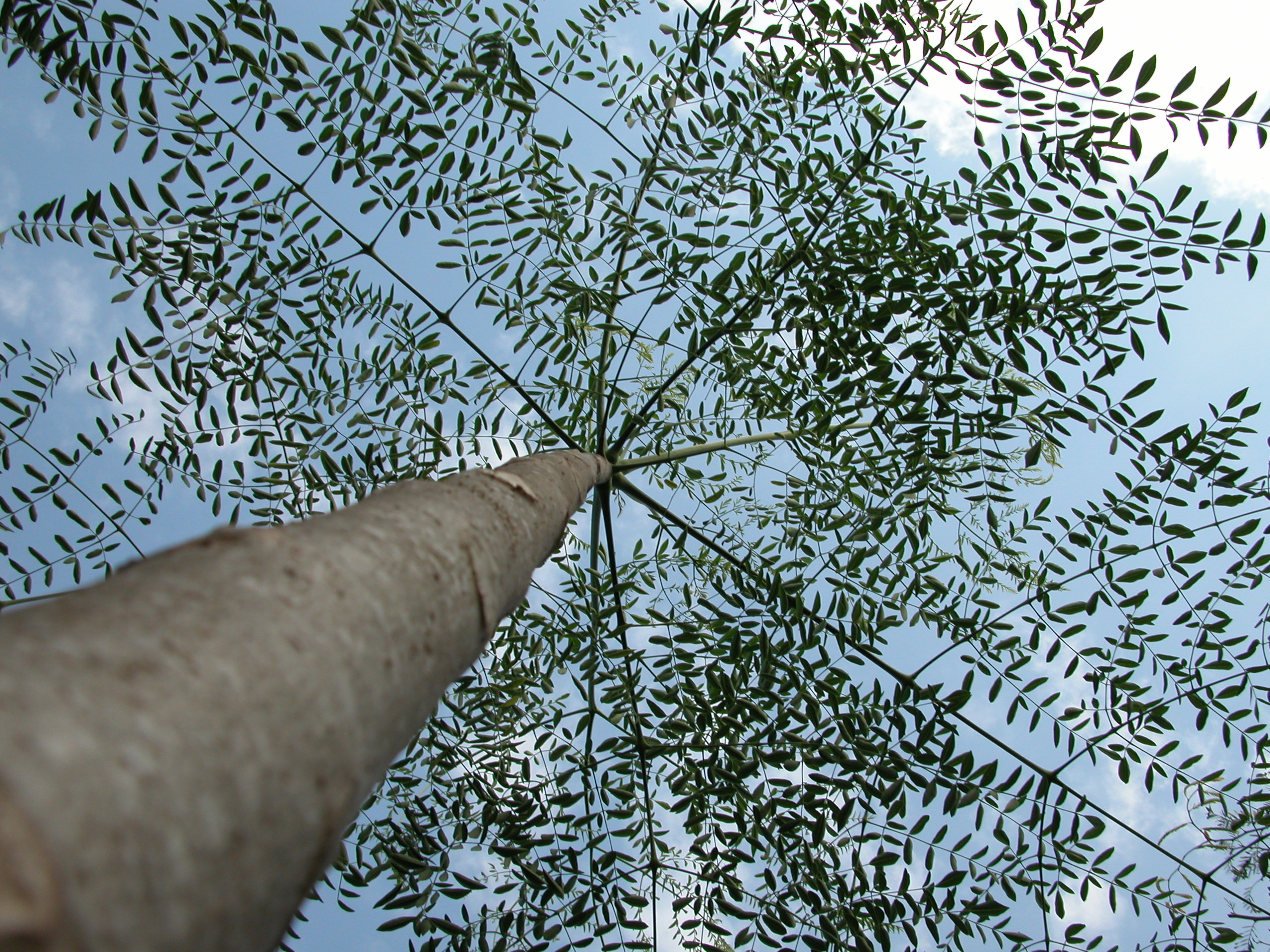
Moringa drouhardii